# Karol Bacílek
Karol Bacílek (* 12. Oktober 1896 in Choťánky; † 19. März 1974 in Bratislava) war slowakischer kommunistischer Funktionär tschechischer Herkunft, der maßgeblich an den Ungesetzlichkeiten der 1950er Jahre beteiligt war.

## Leben und Karriere
Bacílek, ausgelernter Maschinenschlosser, zog nach dem Dienst in der österreichisch-ungarischen und dann in der tschechoslowakischen Armee 1919 in die Slowakei. Dort trat er der Kommunistischen Partei der Tschechoslowakei (KSČ) 1921, in deren Gründungsjahr, bei, und bekleidete seit 1924 führende Posten in der Partei, unter anderem war er 1931–1938 Mitglied des Zentralkomitees (ZK) der KSČ.
1939–1943 lebte er im Exil in Moskau, wo er die Parteischule besuchte. 1943 kehrte er illegal in die Slowakei, wo er Sekretär der slowakischen Sektion der KSČ wurde und an dem Slowakischen Nationalaufstand aktiv teilnahm.
Nach dem Kriegsende hat er seine Funktionen in der Partei weitergeführt:
- 1944–1966 Mitglied des ZK der Slowakischen KP
- 1945–1946 sowie 1949–1966 Mitglied des ZK der KSČ
- 1949–1963 Mitglied des Sekretariats des ZK der Slowakischen KP
- 1951–1963 Mitglied des Politbüros und später des Sekretariats des ZK der KSČ
- 1951–1963 der erste Sekretär der Slowakischen KP

Außerdem hatte er mehrere Regierungsposten inne:
- 1946–1964 Abgeordneter der Nationalversammlung
- 1950–1951 Vorsitzender des Ausschusses der Beauftragten des Slowakischen Nationalrates
- 1951–1952 Minister für die Staatliche Kontrolle
- 1952–1953 Minister für die Nationale Sicherheit

Wegen seiner Verantwortung für die Exzesse der Justiz in den Schauprozessen der 1950er Jahre verlor er 1963 viele seiner Partei- wie auch Staatsfunktionen, die letzten dann 1966.
Insbesondere seine Tätigkeit als Minister für die Nationale Sicherheit rückte Bacílek ins Zentrum der Kritik. Der sogenannte Korps der nationalen Sicherheit (Sbor národní bezpečnosti), in den auch die Geheimpolizei StB integriert war, war für die Vorbereitung und weitgehend auch die Durchführung der Schauprozesse zuständig, in deren Verlauf Dutzende Todesurteile verhängt wurden, darunter gegen Rudolf Slánský, Milada Horáková. Bacílek selber beteiligte sich persönlich an der Vorbereitung der Verhöre, die er dann mit sowjetischen Beratern auch genehmigte. In diesem Zusammenhang ist seine Aussage über die Rolle der Verteidiger „... sie sollten sich die Prinzipien aneignen: ... wer ist schuldig und wer nicht schuldig, wo die Irrtümer und Fehler enden und die Straftaten beginnen – darüber entscheidet die Partei unter Mithilfe der Organe der Nationalen Sicherheit“ berüchtigt geworden.